# Zosterop de l'Orange
El zosterop de l'Orange (Zosterops pallidus) és un moixó de la família dels zosteròpids (Zosteropidae) que tradicionalment s'ha considerat coespecífic de Zosterops capensis, si bé, actualment i arran treballs de principis del present segle (Bowie et Smith, 2005) són considerades espècies diferents. Habita zones amb arbres o arbusts i terres de conreu d'Àfrica Meridional, des de Namíbia fins a Sud-àfrica central.